# Xavier Pentecôte
Xavier Pentecôte, né le 13 août 1986 à Saint-Dié, était un footballeur français qui évoluait au poste d'avant-centre.
Il est désormais propriétaire d'un hôtel à Biarritz l’Hôtel de l’Océan.

## Biographie
Grâce au coaching assidu et aux conseils avisés de son cousin Julien Henry, il arrive au centre de formation du Toulouse Football Club en juin 2001. Il débute en Ligue 1 le 16 avril 2005 à Bastia en remplaçant Nicolas Dieuze à la 82e minute. Il entre quatre fois en jeu à la fin de la saison suivante puis cinq fois lors de la saison 2006-2007.
Le 4 juin 2007, avec l'équipe de France espoirs, il marque trois buts et une passe décisive lors de la victoire 4-1 face à l'Allemagne au Festival Espoirs de Toulon.
Pour la saison 2007-2008, en recherche de temps de jeu, Xavier Pentecôte est prêté au SC Bastia, en Ligue 2. Le 18 janvier 2008, il inscrit un quadruplé lors de la victoire 4 à 0 de Bastia face à Brest. Au cours de cette saison, Xavier Pentecôte marque 13 buts toutes compétitions confondues, devenant ainsi le meilleur buteur du club avec Pierre-Yves André. Le 17 mai 2008, il est appelé par Jean Gallice, pour participer une nouvelle fois au Festival international de Toulon.
En janvier 2010, n'étant pas parvenu à s'imposer dans son club formateur, il est de nouveau prêté au SC Bastia pour la fin de la saison, où il marque 12 buts pour 15 apparitions. Malgré son apport, le club corse ne parvient pas à se maintenir en Ligue 2 et est relégué.
En juin 2010, il fait son retour au Toulouse FC où il portera le numéro 9 et prétend à mieux qu'une place de remplaçant, mais il se blesse au genou (une rupture des ligaments croisés antérieurs) lors du Derby de la Garonne le 15 août l'éloignant des terrains pour au moins six mois.
Rétabli de sa blessure, il réintègre le groupe en avril 2011.
Le 20 août 2011, quelques heures avant le match Nice-Toulouse, l'OGC Nice affirme sur son site web avoir trouvé un accord de principe avec l'attaquant toulousain. Il regarde donc le match depuis les tribunes, alors qu'il était initialement prévu qu'il participe côté toulousain. Il signe à Nice officiellement le 22 août. Le montant du transfert est de 1,2 million d'euros.
Il marque ses deux premiers buts avec l'OGC Nice le 26 octobre, contre Sochaux en huitièmes de finale de la Coupe de la Ligue, et assure de ce fait la qualification de l'OGC Nice en quart de finale (score final 2-1).
Xavier Pentecôte se blesse de nouveau gravement en 2014. À la fin de la saison 2014-2015, son contrat prend fin à l'OGC Nice, alors qu'il est en arrêt pour accident du travail.
Sans club après le mercato d'été 2015, il met un terme à sa carrière lors du mercato d'hiver 2016, à l'âge de 29 ans.

## Palmarès
- Vainqueur du Festival International Espoirs de Toulon en 2007 avec l'équipe de France U-20
- Vainqueur de la Coupe Gambardella en 2005 avec le Toulouse FC